# Linde (Remscheid)
Linde ist ein Wohnplatz von Remscheid am nördlichen Rande der Stadt. Er gehört zum Stadtbezirk Lüttringhausen.
Linde war ehemals eine Hofschaft in Form eines Straßendorfs, das zur Stadt Lüttringhausen gehörte und 1929 zum Teil (Hausnummern 1–100) nach Wuppertal in den Stadtteil Ronsdorf eingemeindet wurde. Optisch ist die neue Grenze auch durch die Autobahn A1 zu erkennen, die seit den 1950er Jahren beide Teile des Wohnplatzes durchschneidet.
Kirchlich besteht die Zugehörigkeit für beide Bereiche der Linde nach Lüttringhausen nach wie vor. Der Name „Linde“ ist augenscheinlich eine neuere Bezeichnung, die von gleichnamigen Baumbeständen herrühren könnte.

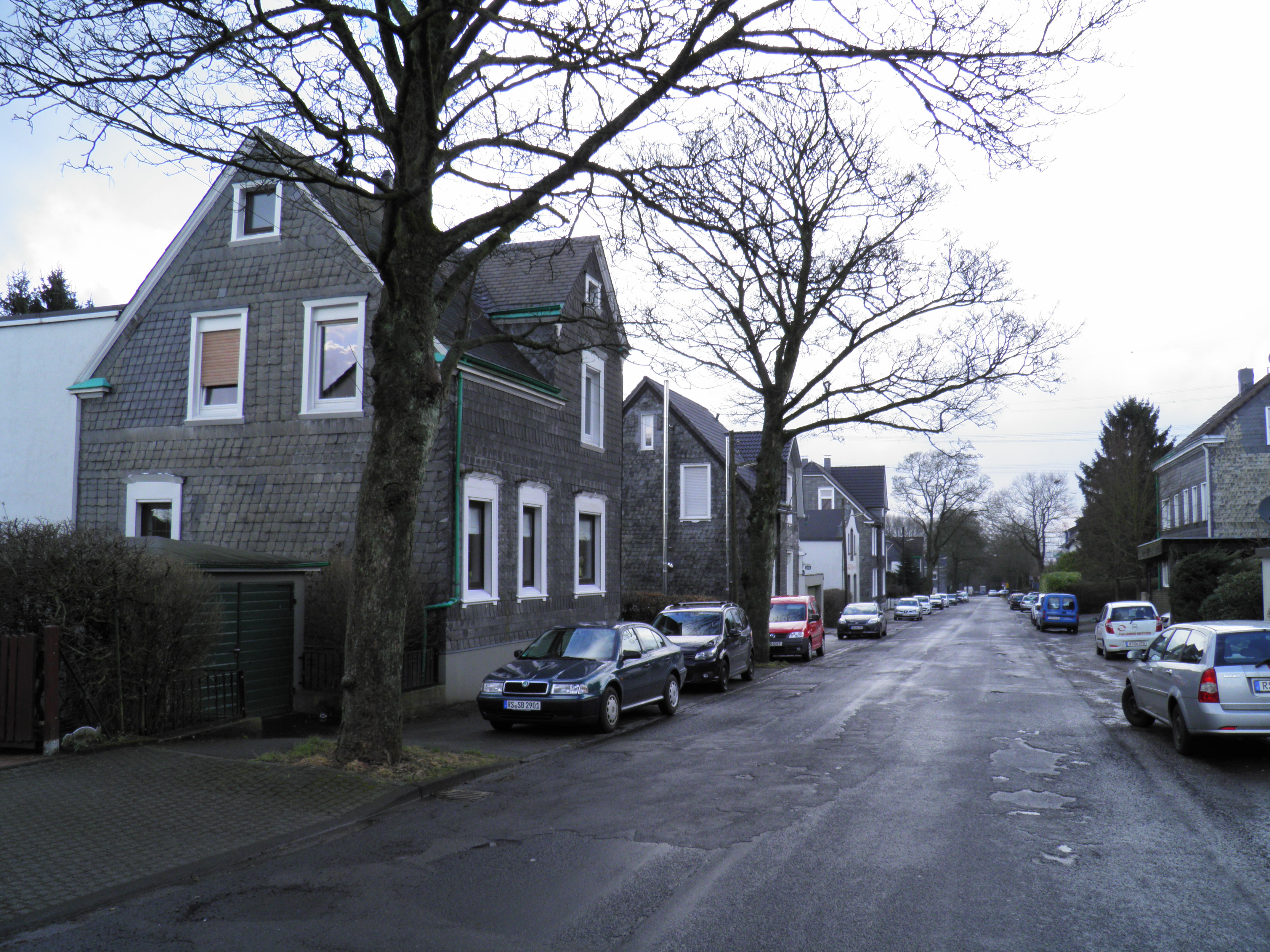
Alte Bausubstanz an der Linde (Remscheid)

## Geschichte
Die zu Beginn des 19. Jahrhunderts wurde die Chaussee von Lüttringhausen nach Oberbarmen (Rittershausen) gebaut. Sie nahm ursprünglich mit gewaltigem Höhenunterschied ihren Verlauf über die Linde. Als die Eisenbahnlinie gebaut wurde, führte man diese unter der Brücke an der späteren „Remscheider Linde“ her und schuf so für spätere Zeiten ein Nadelöhr für den Straßenverkehr. Das Kopfsteinpflaster aus dem 19. Jahrhundert erinnerte an früher.
Erst in den 1950er Jahren baute man die Straße (bis ins 21. Jahrhundert als Bundesstraße 51) neu aus, und so nahm die Durchgangsstraße ihren neuen Verlauf, während lediglich die Zuwegung lediglich noch für die angrenzende Industrie Bedeutung behielt.

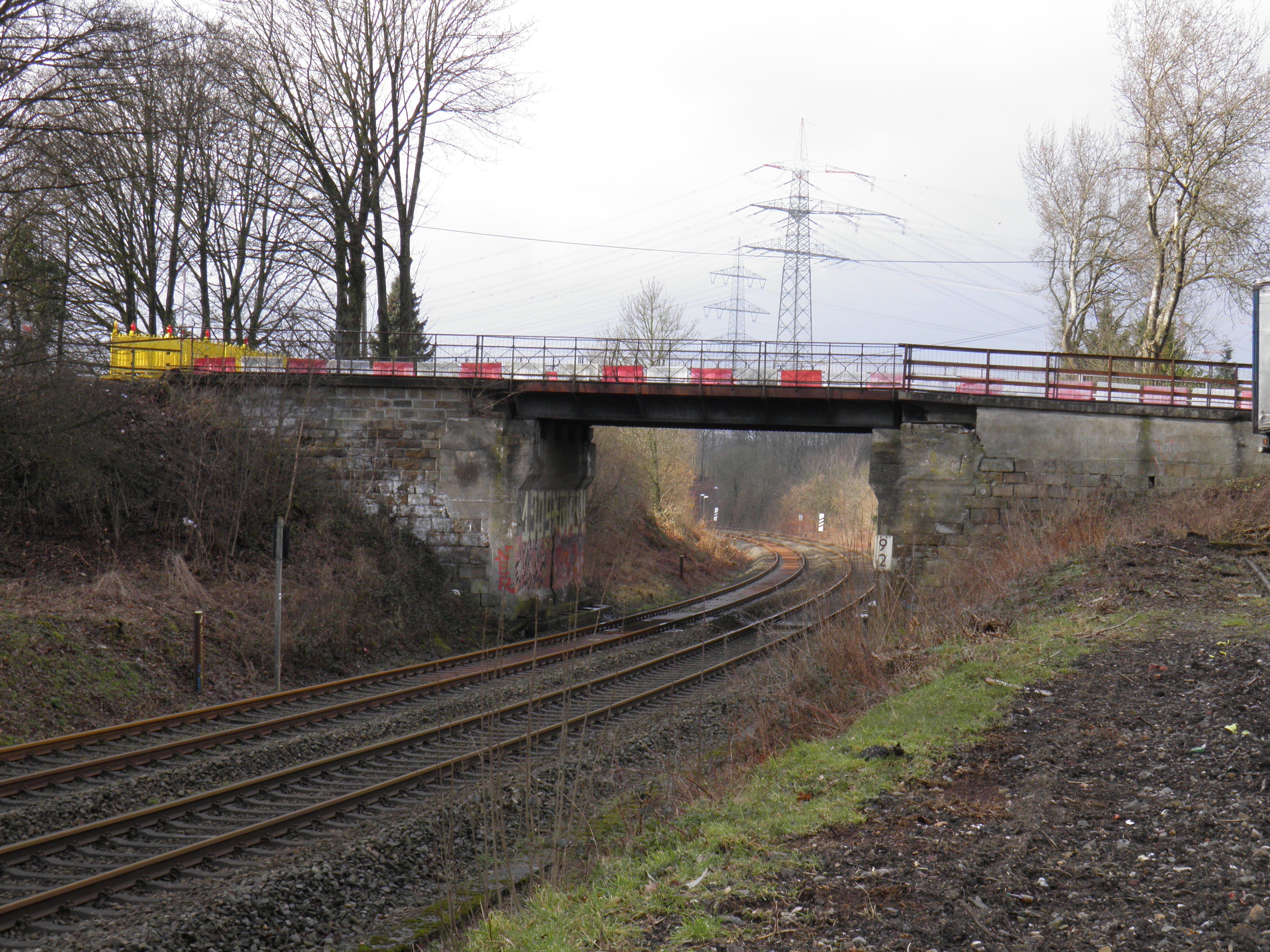
Alte Brücke an der Linde

Im Jahre 2014 wurde die über die Eisenbahnbrücke verlaufende Erdgasleitung unter die Schienen verlegt und ab März 2015 die alte Brücke durch einen Neubau ersetzt.
Eine Reihe alter Wohnhäuser in früherer Bauweise prägt neben vielen Neu- und Umbauten das Straßenbild an der Linde. Das Haus Nr. 161 steht unter Denkmalschutz.

## Infrastruktur
Einige Gewerbe, Fuhr- und Handwerksbetriebe markieren die Linde. Ehemals gab es an der Linde auch zwei Gaststätten. Früher dominierten hier die Hausbandwebereien.